# Misoginie
Misoginia (din grecescul μίσος (misos, "ură") + γυνη (gunê, "femeie") sau misoginismul este o atitudine de ostilitate sau de dispreț față de femei. Deși în general este o atitudine care este manifestată de bărbați, există și femei misogine.
Misoginia este un fenomen social, fiind studiat ca un element de psihologie socială. El poate fi determinat și de o teamă de femei.
Misoginismul este alimentat de anumite mentalități social conservatoare privind statutul femeilor în societate.
Unii influenceri (Andrew Tate) au fost restricționați în mediul online pentru declarații misogine expuse public.